# 23 (фильм)
«23» (нем. 23 - Nichts ist so wie es scheint) — картина немецкого производства 1998 года. Фильм основан на реальных событиях о молодом хакере Карле Кохе (нем. Karl Koch), основавшем отделение ССС и сотрудничавшем с КГБ, после чего он, по всеобщему мнению, покончил жизнь самоубийством 23 мая 1989 года. Режиссёром при создании фильма выступил Ганс-Христиан Шмидт (нем. Hans-Christian Schmid), также принимавший участие и в написании сценария для этой картины. Название фильма исходит из навязчивой идеи главного героя о значении числа 23, данный феномен часто описывается как апофения. Карл Шмидт и Михаэль Гутман являются авторами книги, в которой, помимо повествования истории создания фильма, также подробно описываются различия между событиями и людьми в картине и в реальности.

## Сюжет
Германия 1980-х годов находилась на вершине холодной войны, 19-летний Карл Кох (Аугуст Диль) видит окружающий его мир, которым правят иллюминаты, как некую угрозу и хаос. Вдохновлённый воображаемым героем Хагбардом Селин (из трилогии Роберта Антона Уилсона Глаз в пирамиде) он начинает изучать основы политики и экономической власти, а также узнаёт о знаках, существование которых заставляет его поверить во всемирный тайный заговор.
На встрече с хакерами Карл знакомится со студентом Давидом (Фабиан Буш). Давид и Карл вместе способны взломать глобальную сеть данных (global data network), которая все ещё находилась на ранних стадиях её развития, а вера в социальную справедливость подтолкнула их навстречу шпионажу в пользу КГБ.

## В ролях
| Актёр                                   | Роль     |
| --------------------------------------- | -------- |
| Аугуст Диль (нем. August Diehl)         | Карл Кох |
| Фабиан Буш (нем. Fabian Busch)          | Давид    |
| Дитер Ландурис (нем. Dieter Landuris)   | Пепе     |
| Ян-Грегор Кремп (нем. Jan Gregor Kremp) | Лупо     |